# Han Eun-jung
Han Eun-jung (한은정?, 韓恩廷?, Han Eun-jeongLR, Han Ǔn-chǒngMR; Daejeon, 10 luglio 1980) è un'attrice sudcoreana.

## Filmografia

### Cinema
- Two Guys (투 가이즈?), regia di Park Hyun-soo (2004)
- Don't Tell Papa (돈텔파파?), regia di Lee Sang-hoon (2005)
- Singijeon (신기전?), regia di Kim Yoo-jin (2008)
- Gisaengnyeong (기생령?), regia di Yang Yoon-ho (2011)
- Sesangkkeut-eui sarang (세상끝의 사랑?), regia di Kim In-shik (2015)

### Televisione
- Sarang-eul wiha-yeo (사랑을 위하여?) – serie TV (1999)
- Popcorn (팝콘?) – serie TV (2000)
- Myeongnangsonyeo seonggonggi (명랑소녀 성공기?) – serie TV (2002)
- Orange (오렌지?) – serie TV (2002)
- Sunsu-ui sidae (순수의 시대?) – serie TV (2002)
- Heureuneun gangmulcheoreom (흐르는 강물처럼?) – serie TV (2002-2003)
- Namja-ui hyanggi (남자의 향기?) – serie TV (2003)
- Full House (풀하우스?) – serie TV (2004)
- Wonderful Life (원더풀 라이프?) – serie TV (2005)
- Seoul 1945 (서울 1945?) – serie TV (2006)
- Saranghaneun saram-a (사랑하는 사람아?) – serie TV (2007)
- Daehanminguk byeonhosa (대한민국 변호사?) – serie TV (2008)
- Cinderella Man (신데렐라맨?) – serie TV (2009)
- Gumiho - Yeo-unu-idyeon (구미호: 여우누이뎐?) – serie TV (2010)
- Sabaengnyeon-ui kkum (사백년의 꿈?), regia di Moon Young-jin – miniserie TV, 2 puntate (2011)
- Golden Cross (골든 크로스?) – serie TV (2014)
- Iron Man (아이언맨?) – serie TV (2014)
- Gukgadaepyo wife (국가대표 와이프?) – serial TV (2021-2022)

## Riconoscimenti
| Anno | Premio                       | Categoria                                                             | Opera nominata          | Risultato       |
| ---- | ---------------------------- | --------------------------------------------------------------------- | ----------------------- | --------------- |
| 1997 | Gorilla Jeans Contest        |                                                                       |                         | Vincitore/trice |
| 1999 | Miss World Queen University  |                                                                       |                         | Vincitore/trice |
| 2006 | Korea Visual Arts Awards     | Premio fotogenico, categoria attori                                   | Seoul 1945              | Vincitore/trice |
| 2006 | KBS Drama Awards             | Premio all'eccellenza, attrice                                        | Seoul 1945              | Vincitore/trice |
| 2008 | Blue Dragon Film Awards      | Miglior nuova attrice                                                 | Singijeon               | Candidato/a     |
| 2009 | Golden Cinematography Awards | Miglior attrice                                                       | Singijeon               | Vincitore/trice |
| 2010 | KBS Drama Awards             | Premio all'eccellenza, attrice in una miniserie                       | Gumiho - Yeo-unu-idyeon | Vincitore/trice |
| 2010 | KBS Drama Awards             | Premio alla massima eccellenza, attrice                               | Gumiho - Yeo-unu-idyeon | Candidato/a     |
| 2011 | Golden Cinematography Awards | Attrice più popolare                                                  | Gisaengnyeong           | Vincitore/trice |
| 2011 | KBS Drama Awards             | Premio all'eccellenza, attrice in un drama in una parte sola/speciale | Sabaengnyeon-ui kkum    | Vincitore/trice |
| 2014 | KBS Drama Awards             | Miglior attrice di supporto                                           | Golden Cross            | Vincitore/trice |